# Euphorbia dolichoceras
Euphorbia dolichoceras ist eine Pflanzenart aus der Gattung Wolfsmilch (Euphorbia) in der Familie der Wolfsmilchgewächse (Euphorbiaceae).

## Beschreibung
Die sukkulente Euphorbia dolichoceras bildet krautige Pflanzen mit verdickten, rhizomartigen Wurzeln aus. Die einzelnen, einjährigen Triebe werden bis 60 Zentimeter hoch. Die lanzettlichen Blätter werden bis 9 Zentimeter lang und 1,5 Zentimeter breit. Sie sind glauk gefärbt und sitzend.
Der Blütenstand besteht aus Cymen, die endständig am Trieb oder aus den Achseln erscheinen. Es sind drei- bis fünffach verzweigte Dolden, bei denen die primären Strahlen bis 12 Zentimeter lang und drei- bis vierfach gegabelt sind. Die dreieckigen und sitzenden Tragblätter werden 2 Zentimeter groß. Die Cyathien stehen an einem bis 3 Millimeter langen Stiel und werden 3 Millimeter lang und 5 Millimeter breit. Bei den in der Mitte der Dolden angeordneten Cyathien werden vier oder fünf elliptische Nektardrüsen ausgebildet. Diese werden bis 1,5 Millimeter breit und besitzen zwei jeweils 2 Millimeter lange Auswüchse. Die nur wenig gelappten Früchte werden 4 Millimeter lang und 6 Millimeter breit. Sie stehen an einem herausragenden und 10 Millimeter langen Stiel. Der nahezu kugelförmige Samen wird etwa 3 Millimeter groß. Die Oberfläche ist mit unscheinbaren Reihen aus winzigen und deutlich zugespitzten Warzen versehen.

## Verbreitung und Systematik
Euphorbia dolichoceras ist im Süden von Tansania, und jeweils im Norden von Zambia und Malawi verbreitet.
Euphorbia dolichoceras gehört zur Sektion Frondosae der Untergattung Chamaesyce. Die Erstbeschreibung der Art erfolgte 1980 durch Susan Carter Holmes.